# 安達夕莉
安達 夕莉（あだち ゆうり、2002年1月24日 - ）は、日本の元AV女優。Bstar所属。

## 略歴
釣り具のイメージガールとして活動後、2022年7月26日にS1 NO.1 STYLEからAV女優としてデビュー。
2022年12月、アサヒ芸能発表「2022AV年間セールスランキング」でデビュー作が31位にランクイン。
2023年3月1日よりstand.fmにて、音声配信番組『安達夕莉の区民酒場』を開始。
2024年1月19日から2月16日まで開催されたFANZAのキャンペーン企画『【AV大好きキャンペーン】I LOVE AV♡』のキャンペーンガールに松本いちか、七瀬アリス、浜崎真緒、miru、美谷朱音、山岸あや花と共に抜擢。また同キャンペーンの特別企画として、学生時代から憧れていた上原亜衣と対談を行い、その模様がFANZAニュースに掲載された。

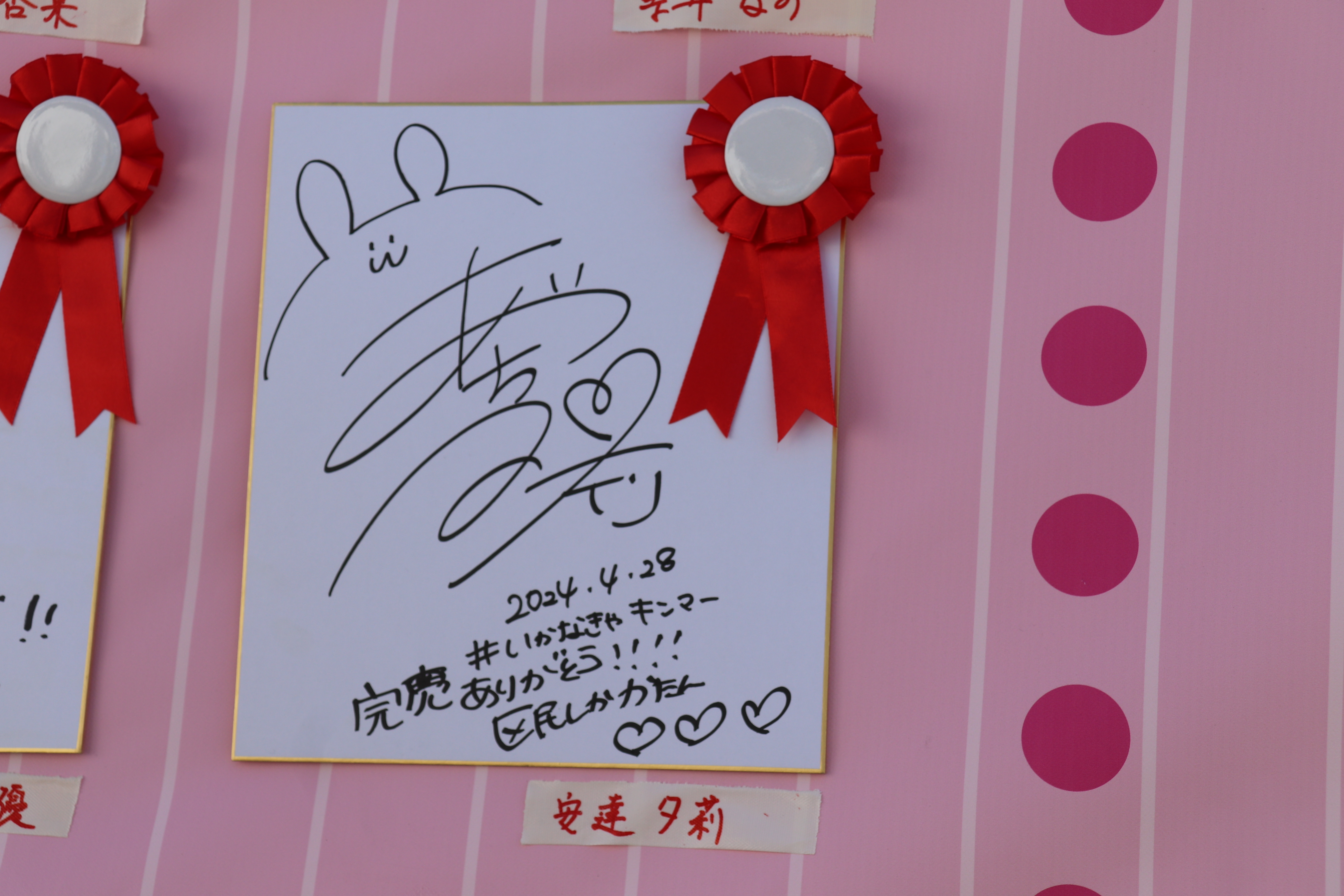
近代麻雀水着祭で展示されたサイン（2024年4月28日撮影）

2024年4月28日、「近代麻雀水着祭」出演後、同年7月28日をもって引退することをSNSで発表した。
同年7月15日FANZA通販フロアランキングにて、宇野みれいとの初共演作『Gカップ同級生2人組が僕の家で勉強合宿! 休憩の度にエロいことが!  安達夕莉 宇野みれい』が初登場7位を記録。本作はロングヒットとなり、2024年12月2日週、および12月9日週FANZAレンタルフロアランキングでは1位を記録した。
2024年7月23日には、ゲストに青柳貴哉、五十嵐清華、芦名ほのか、浅野こころを迎え、引退前最後となるトークイベント『安達夕莉の区民酒場 ～ラストトークショー～』を東京・LOFT9 Shibuyaにて開催。イベント内で青柳貴哉から引退について聞かれ、「自分の中では2年は頑張って続けようと決めていて、ちょうど2年経ったんです。2年はやりきろうと決めていたけど、できるとは思っていませんでした」と心境を語った。

## 人物
- 趣味は釣り、蕎麦屋巡り、サウナ巡り[14]。着メロはDIR EN GREY[15]。
- 初めて下着をつけたのは小学校4年で、中学生の頃にはDカップに成長。その際、足の成長痛は感じなかったが、胸の成長痛はあった。また母親・祖母ともAカップで、「どうしたん?」と言われていたという[2]。
- 好きな女優は上原亜衣[16]。高校時代に上原を知ってAVを見るようになり、アイドルやタレントとは違うカッコよさがAV女優にはあると思ったことがデビューのきっかけ[17]。またAVを見始めた頃は、エッチな興味心を満たすためというより、性の勉強という意識で見ていた[18]。その後、拘束作品や上原×素人100人ものにハマっていったこともあり、穏やかな女性用AVよりも女性を責めるハードな作品を好む[18]。
- エスワンの企画では、出演女優が本気で嫌がっている姿に萌えるという理由から『ラブキモメン』シリーズが大好きで、自身もシリーズに出演したいと憧れを持っていたが、エスワンの専属面接の際にメーカーのプロデューサーからシリーズ終了を知らされてショックを受けた[16][19]。
- 友人の女性に「座ってるだけで増える」と薦められ、ジャグラー（パチスロ）を入り口に、2020年頃よりパチンコにハマる[20]。ハマったきっかけはビギナーズラック。「Pフィーバー機動戦士ガンダムユニコーン」は1週間連日打っていたことがある[20]。なお、デビュー作の契約金はすべてパチンコとボートレースで溶かした。以降は生活費や家賃は別に分けている[20]。
- 初体験は18歳。相手はバイト先の11歳上の男性。初めてのHは痛いだけで、AVでみんな気持ちよさそうにしてたのと違うと不思議だったという。その後20歳年上の男性と付き合い、彼が全力で奉仕してくれるスタイルだったことで気持ち良いものだと開眼した[2]。
- 週刊プレイボーイ取材では「アメージングおっぱい」と評される[2]。
- AVライターの末吉みちおは「身長152センチのGカップというミニマムボイン」、「細い腰と落差のあるおっぱいは破壊力抜群」、「授乳手コキは背徳感」と解説[21]。「おじさん好きで付き合った人も10歳以上年上が多かったので、小悪魔痴女プレイに定評にあるのも納得」とベースにある安定感を論評した[21]。

## 作品
◎はBD版発売作品。

### アダルトDVD / BD
- 新人NO.1STYLE 安達夕莉AVデビュー（7月26日、S1 NO.1 STYLE）◎
- ちっちゃくて可愛くて巨乳!安達夕莉のも～っとめちゃイキ!初体験3本番（8月23日、S1 NO.1 STYLE）◎ [22]
- 交わる体液、濃密セックス 完全ノーカットスペシャル 安達夕莉（9月27日、S1 NO.1 STYLE）
- 激イキ141回! 痙攣5500回! イキ潮1910cc! ミニマムGcup美巨乳エロス覚醒 はじめての大・痙・攣スペシャル 安達夕莉（12月27日、S1 NO.1 STYLE）◎

- こんな爆乳に挟まれたい… 男はそのパイズリに我慢できない。チ●ポをトロットロにするおっぱいビッチ 安達夕莉（3月28日、S1 NO.1 STYLE）[21][23]
- ちっちゃな少女のおま●こ大ショック!  絶頂ポルチオ開発 巨根 × 膣中イキオーガズム 安達夕莉（4月25日、S1 NO.1 STYLE）
- 「うんと年下の女子にいじめられて恥ずかしくないの? 笑」 自分のおっぱいが武器だと知った少女が生徒の巨乳に理性失った失格教師へ甘サド爆ヌキ逆体罰 安達夕莉（5月23日、S1 NO.1 STYLE）
- エスワンキャンペーン2023 スペシャルDVD（6月1日、S1 NO.1 STYLE）※「S1 NO.1 STYLE」専属女優30名の撮り下ろし映像を収録したキャンペーンDVD。
- 出張先で軽蔑している中年セクハラ上司とまさかの相部屋に… 朝まで続く絶倫性交に不覚にも絶頂を繰り返すGカップ童顔新入社員 安達夕莉（6月27日、S1 NO.1 STYLE）
- 常に揉みしゃぶりOKのあざとい美乳ポロリ服 ロリ巨乳嬢と巡る王道風俗ツアー 安達夕莉（7月25日、S1 NO.1 STYLE）
- 乳だけは大人に実った彼女の妹が学校で習った“SEX”に興味津々すぎて無邪気に僕をムラムラさせてきます! 安達夕莉（8月22日、S1 NO.1 STYLE）
- 教職も妻もどうでもよくなる早熟生徒の美白おっぱいとスクール水着のW誘惑 安達夕莉（9月26日、S1 NO.1 STYLE）[24]
- ハリある美巨乳と淫語施術で必ず連射させてくれるおっぱいマニア専門メンズエステ 安達夕莉（10月24日、S1 NO.1 STYLE）
- 安達夕莉 初ベスト S1デビュー1周年 最新9タイトル12時間スペシャル（11月14日、S1 NO.1 STYLE）※単体ベスト ◎
- メイドさんにハマった彼氏に嫉妬して… 過激メイドコス全力パイズリ彼女 安達夕莉（11月28日、S1 NO.1 STYLE）
- バイト先の妹みたいな後輩はまさかの隠れボイン!? 着衣から想像出来なかった巨乳誘惑に負け何度も浮気SEXしてしまった僕。 安達夕莉（12月26日、S1 NO.1 STYLE）

- 「お風呂はお父さんと一緒がいいもん!」 乳だけは大人に実った甘えんぼう連れ子と刺激的すぎる密着バスタイム 安達夕莉（1月23日、S1 NO.1 STYLE）
- この後、このデカ乳オンナに肉棒ブチ込み激突きしまくった！ マンション隣に住んでる若い女が俺のオナニー専用チ●ポに ハマるまでの話 安達夕莉（2月27日、S1 NO.1 STYLE）[25]
- 断り切れずヌイてくれる新米巨乳ナースのヤリすぎ介護パイズリ 安達夕莉（3月26日、S1 NO.1 STYLE）
- この美巨乳にチ●ポ挟む擬似体験!【乳肉ズリ音 × あざと淫語 × ASMR × 4K機材撮影】 安達夕莉ちゃんのパイズリちんしこサポート（4月23日、S1 NO.1 STYLE）
- ウブで危うい少女の無自覚な着衣おっぱい ぴっちぴちGカップ美乳のノーブラ & ポロリ誘惑 安達夕莉（5月28日、S1 NO.1 STYLE）
- 田舎旅館で働いたら客が来なすぎて… バイトの激チョロ巨乳と暇つぶしエッチ 安達夕莉（6月25日、S1 NO.1 STYLE）
- 生意気ざかりな巨乳めいっ子を大人チ〇ポでわからせる教育的ピストン 安達夕莉（7月23日、S1 NO.1 STYLE）
- Gカップ同級生2人組が僕の家で勉強合宿! 休憩の度にエロいことが! 安達夕莉 宇野みれい（8月27日、S1 NO.1 STYLE）◎
- 早熟のミニマム巨乳 安達夕莉 全単体タイトル完全コンプリート引退ベスト16時間（12月10日、S1 NO.1 STYLE）※単体ベスト ◎

### アダルトVR
- 明るくてちっちゃくて可愛い新世代ロリ巨乳安達夕莉を完全独占! 人気AV女優が僕だけに見せる素顔 & イキ顔 最高の密着距離でひたすらSEXに没頭する究極同棲VR（5月13日、S1 NO.1 STYLE）
- Gcup制服美少女はカテキョの俺が好きすぎて容赦なき全力のSEXアピール 安達夕莉（6月19日、S1 NO.1 STYLE）
- 安達夕莉 × 天井特化 × ナース ハリのあるGcupおっぱい眺めながらデカ尻パンパン騎乗位でひたすら犯されたい…（12月5日、S1 NO.1 STYLE）

- 浴衣から溢れる生おっぱいに舞い上がりバイト先の後輩ちゃんと絶頂花火を打ち上げまくった祭りのあと 安達夕莉（3月18日、S1 NO.1 STYLE）

### イメージDVD / BD
2023年
- ALL NUDE 安達夕莉（3月28日、Aircontrol）◎
- ゆうりといる時間 安達夕莉（12月28日、Precious Beauty）◎

2024年
- Best naked 安達夕莉（7月28日、Naked Actress）◎

### 写真集
- らぶぱら 安達夕莉（2023年1月24日、竹書房、撮影：マキハラススム ）ISBN 978-4-8019-3411-5 [26]

### デジタル写真集
2022年
- エッチな夏のお嬢さん 安達夕莉（8月19日、小学館、撮影：佐藤佑一）[27]

2023年
- S1キャンペーン2023 No.1 Photo Book アイドル版（5月12日、FANZA BEAUTY COLLECTION、撮影：小林弘輔）※「S1 NO.1 STYLE」専属女優30名の撮り下ろし写真を収録。FANZA限定配信。
- S1キャンペーン2023 No.1 Photo Book S級版（6月1日、FANZA BEAUTY COLLECTION、撮影：小林弘輔）※「S1 NO.1 STYLE」専属女優30名の撮り下ろし写真を収録。FANZA限定配信。

2024年
- AV大好きキャンペーン2024フォトブック（1月19日、FANZA BEAUTY COLLECTION）※FANZA「【AV大好きキャンペーン】I LOVE AV♡」のキャンペーンガール7名の写真を収録。FANZA限定配信。

## 出演

### ラジオ
- 白石茉莉奈の「talking free｣ powered by INTEC」（2023年7月9日、渋谷クロスFM）

### ウェブラジオ
- 安達夕莉の区民酒場（2023年3月1日 - 、stand.fm）

### イベント
- Bstarトークライブ ～まりりんといっしょ～（2024年3月4日、東京・LOFT9 Shibuya）[28]
- 安達夕莉の区民酒場 ～ラストトークショー～（2024年7月23日、東京・LOFT9 Shibuya）[13]